# José de Meneses Toste
José de Meneses Toste (Angra do Heroísmo, 19 de maio de 1827 — Lisboa, ?) foi bacharel em Direito pela Faculdade de Direito da Universidade de Coimbra, alto funcionário público e político. Foi administrador do concelho de Almada, guarda-mor e secretário do Tribunal da Relação de Lisboa. Membro destacado do Partido Histórico, foi deputado às Cortes em diversas legislaturas, sempre eleito pelo círculo de Angra do Heroísmo.

## Biografia
Natural de São Bento, Angra do Heroísmo, filho de José Pedro Toste, natural da Ribeirinha, e de sua esposa Maria Cândida de Meneses. Formou-se em 1858 bacharel em Direito pela Universidade de Coimbra. Ingressou no funcionalismo público em Lisboa. Entre outros cargos, foi administrador do concelho de Almada, guarda-mor do Tribunal da Relação de Lisboa (1867) e secretário daquele tribunal (1871). A família paterna era originária da Ribeirinha e a materna das Lajes. O pai, depois de viúvo, foi sacerdote e pároco de São Bento.
Foi eleito deputado nas listas do Partido Histórico em representação do círculo de Angra do Heroísmo nas legislaturas de 1861-1864, 1865, 1865-1868, 1868-1869, 1870-1871 e 1871-1874.
Sem grande participação na política nacional, dedicou-se à representação dos interesses do seu círculo e dos restantes círculos açorianos, tendo participado na elaboração de diversas propostas para financiamento de obras públicas nos Açores. Também se dedicou às questões dos transportes e comunicações para o arquipélago, nomeadamente na propositura e discussão de contratos para a instalação de um cabo submarino que ligasse as ilhas ao exterior e da concessão das linhas de transporte marítimo de passageiros entre Lisboa e os Açores. Foi o proponente da criação da comarca judicial da Praia da Vitória.
Foi agraciado com a comenda da Ordem de Nossa Senhora da Conceição de Vila Viçosa a 30 de março de 1870.